# عطر (رمان)
عطر: قصه یک آدمکش رمانی است که پاتریک زوسکیند نویسنده آلمانی آن را در سال ۱۹۸۵ منتشر کرده‌است.
این کتاب به ۴۵ زبان مختلف ترجمه شده و بیش از ۱۵ میلیون جلد از آن در جهان فروخته شده‌است.
براساس داستان این کتاب، در سال ۲۰۰۶ فیلم  قصه یک آدمکش به کارگردانی تام تیکور ساخته شد.

## چاپ در ایران
این کتاب با ترجمه مهدی سمسارزاده در ایران منتشر شده‌است. نسخه فارسی دیگری نیز از این کتاب به ترجمه رویا منجم توسط انتشارات علم در ایران منتشر شده‌است.